# Mutual Defense Assistance Act

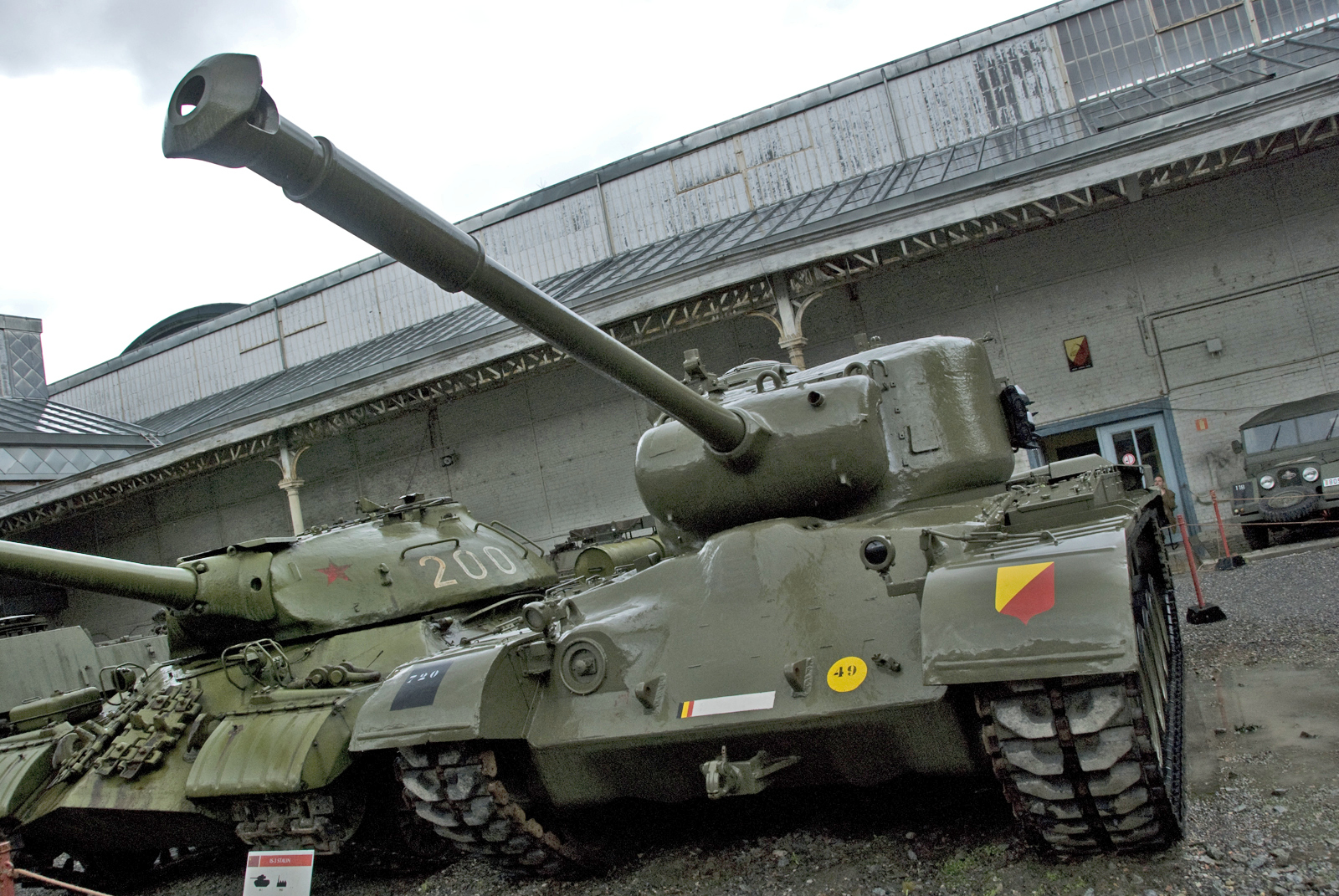
Illustration du contexte historique et des conséquences du Battle Act dans la « Cour carrée » du musée royal de l'armée et de l'histoire militaire de Bruxelles : un M46 Patton dont le développement fut favorisé par la relance des programmes d'armement américains après l'adoption de celui-ci et qui fut fourni à l'armée belge dans le cadre du MAP côtoie un char lourd soviétique IS3m.

Le Mutual Defense Assistance Act — aussi connu sous le vocable de Battle Act — est un Act of Congress, loi fédérale américaine signé par le président des États-Unis Harry S. Truman le 6 octobre 1949. Il s'agissait du premier document légal de la politique globale de sécurité américaine de l'époque de la guerre froide.
L'acte s'inscrit dans le cadre de la stratégie de « containment » du communisme, développée dans la doctrine Truman, et a pour but d'assurer l'assistance militaire des États-Unis à tout allié qui aurait été sous le menace d'un invasion par l'Union soviétique ou l'un de ses alliés ou, pour l'Asie, de la toute jeune république populaire de Chine.
Il privait également d'aide et d'assistance économique toute nation qui aurait fait commerce de matières ou de matériaux stratégiques avec l'URSS ou ses alliés, ses dispositions couvrant un large variété de matières premières essentielles à la fabrication d'armement et tout particulièrement celles nécessaires à la recherche et à la fabrication dans le domaine de l'armement nucléaire.
L'acte permit également la relance des programmes de défense américains dans les domaines de la recherche et du développement de nouveaux matériels militaires, le développement du complexe militaro-industriel des États-Unis - « arsenal du Monde libre » - ayant reçu un sérieux coup d'arrêt après la victoire alliée de 1945 sur l'Allemagne nazie, entraînant l'usure des matériels vétustes, vétérans de la Seconde Guerre mondiale, maintenus en service et arrivés à la limite de leurs performances techniques et de leur durée de vie ainsi que les piètres performances de ceux mis en service dans l'immédiat après-guerre dans le cadre de budgets de la défense fortement réduits - comme allait le démontrer la guerre de Corée.
À bien des égards, le « Mutual Defense Assistance Act  » - inspiré par la doctrine Truman - prenait ainsi le contre-pied de la doctrine Monroe isolationniste qui avait largement inspiré la politique étrangère américaine jusqu'à la veille de la Seconde Guerre mondiale, en permettant notamment la constitution d'un glacis défensif à l'échelle planétaire.

## Le contexte historique: l'après-guerre et les débuts de la guerre froide
Dans l'euphorie qui suivit la fin de la Seconde Guerre mondiale, les arsenaux occidentaux tombèrent à un dangereux niveau de faiblesse et d'usure, les deniers publics étant prioritairement utilisés à la reconstruction, l'arsenal américain lui-même présentant des signes flagrants d'indigence et de décrépitude.

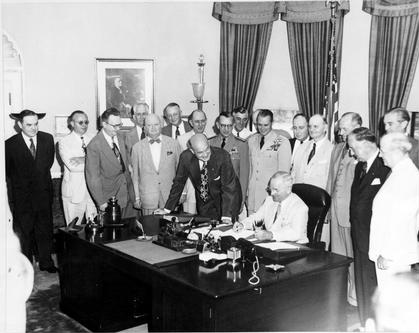
Harry S. Truman signant l'amendement du National Security Act en 1949.

Les officiels des forces armées américaines commencèrent à réclamer une nouvelle législation en matière de défense dès 1947, arguant du fait que les inventaires réduits de surplus de matériels de la Deuxième guerre, la planification insuffisante de nouveaux armements et les restrictions apportées aux pouvoirs présidentiels handicapaient les efforts présents et futurs d'aide militaire aux nations alliées.
Une première réponse politique à cette demande fut donnée avec l'adoption du « National Security Act », loi fédérale réorganisant les forces armées des États-Unis d'Amérique. Elle fut votée le 26 juillet 1947 et est entrée en grande partie en vigueur le 18 septembre de la même année.  Le Congrès des États-Unis décidait par là le réalignement et la réorganisation des forces armées, de la diplomatie et de la communauté du renseignement américains en ce tout début de guerre froide.  Il permit la création du conseil de sécurité nationale, de l'United States Air Force et pour la première fois en temps de paix, d'une agence de renseignement, la Central Intelligence Agency.
La nécessite de nouvelles dispositions législatives s'imposa encore à la mi-1948 avec la négociation du traité de l'Atlantique nord et le besoin de fournir une aide militaire pour renforcer la défense commune des signataires en vue d'une résistance globale à l'expansion communiste. Truman envoya un premier projet de loi au Congrès le 25 juillet 1949, le jour où fut ratifié le traité de l'Atlantique nord, mais l'opposition de celui-ci imposa la présentation d'un nouveau texte précisant les bénéficiaires et les montants de l'aide. Les planificateurs de l'administration estimaient que le premier bénéfice immédiat du Battle Act serait de relever le moral des nations amies et de prouver la fiabilité des États-Unis et sa détermination à répondre aux menaces communistes dans le monde entier. Le MDAA  institutionnalisa aussi le concept de programme d'aide militaire mutuelle sous l'étiquette de Military Assistance Program, un résultat garanti par l'adoption d'une nouvelle loi en 1950 et l'augmentation des dépenses annuelles en aides militaires jusqu'à un montant de 5,222 milliards de dollars au moment du déclenchement de la guerre de Corée - le premier test « grandeur nature » de la validité et de l'applicabilité de celui-ci si l'on excepte le soutien logistique ponctuel apporté à la France lors de la guerre d'Indochine.

## La relance des programmes de défense américains

### Les programmes pour l'US Army

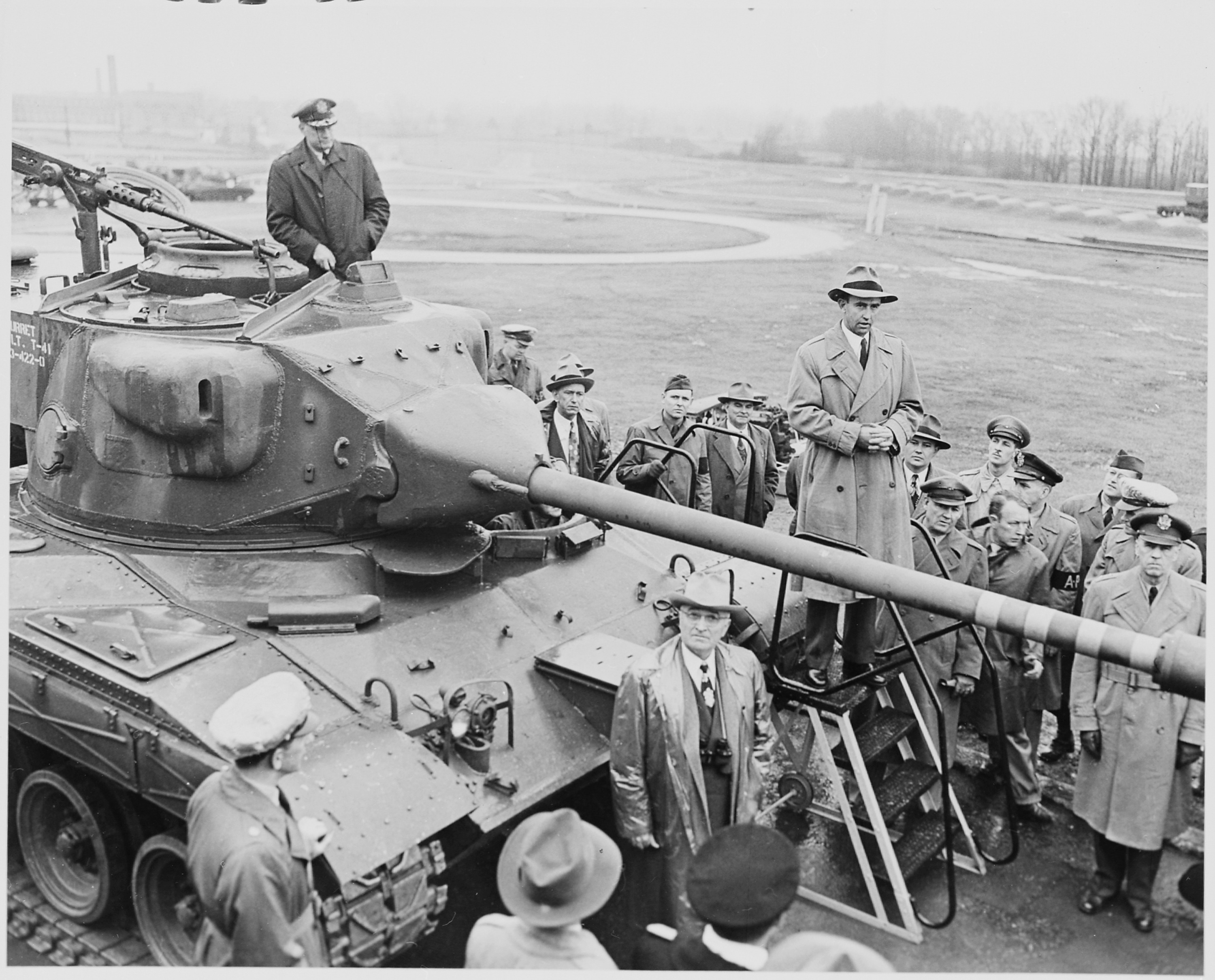
Le Président Harry S. Truman inspectant le prototype du nouveau char M41 Walker Bulldog. Le MDAA permit une réactivation indispensable des programmes de modernisation des équipements des forces armées américaines.

Avec l'engagement réussi, mais limité, du M26 Pershing dans les derniers mois de la Seconde Guerre mondiale, les militaires américaines ont cru disposer d'une base technique pour la conception d'un nouveau char de combat performant. Toutefois, il ne répondait déjà plus aux exigences posées par les « Ground Forces Equipment Review Boards »  (Bureaux de Contrôle de l'Équipement des Forces Terrestres) en 1945 parce qu'il utilisait encore de nombreuses composantes du M4 Sherman vieillissant.
Au début de la guerre de Corée, les seuls chars que les États-Unis furent en mesure d'engager étaient de petits groupes de chars légers de reconnaissance M24 Chaffee, datant de la Seconde Guerre mondiale, équipant les forces d'occupation du Japon mais ceux-ci se révélèrent incapables de faire face au char moyen soviétique T34/85 qui, bien que datant lui aussi de la guerre, restera en service jusqu'à la fin du XXe siècle. Non contents de devoir faire face à des problèmes qualitatifs, les États-Unis eurent également de grandes difficultés à rassembler dans les plus brefs délais des effectifs suffisants de chars plus puissants - M4A3E8 et M26 - pour faire face à l'assaut communiste contre la Corée du Sud. 
Articles connexes.

## «Mutual Assistance Program» - «Military Assistance Program»
« By the passage of the Mutual Defense Assistance Act of 1949 Congress authorized the appropriation of funds and contract authority to furnish military assistance to the North Atlantic Treaty states, Greece, Turkey, Iran, the Republic of Korea, and to countries in the general area of China. The total amount involved was to be $1,314,000,000; one billion of this sum was to be used to promote an integrated defense of the North Atlantic area and to facilitate the development of defense plans by the Council and Defense Committee established under the North Atlantic Treaty »

— Legislative History of the AAF and USAF.
Le Mutual Defense Assistance Act permit le développement du concept des « Mutual Assistance Programs » - qui prirent en fin de compte essentiellement le caractère de « Military Assistance Programs » (fournitures de matériels et d'équipements militaires), d'aides financières à l'acquisition de ceux-ci ou d'envoi de conseillers militaires de la part des États-Unis à ses alliés - qui faisait des pactes de sécurité mutuelle et de la notion d'entraide sécuritaire intégrée les éléments-clés de la doctrine du monde libre occidental de containment de l'expansion soviétique - en particulier au sein de l'OTAN, dont la création est concomitante à l'adoption de ce texte.

### Amérique latine
Dès la fin de la Seconde Guerre mondiale et le début de la guerre froide, les États-Unis, ayant d'importants et croissants intérêts stratégiques et économiques en Amérique centrale et en Amérique du Sud, optent pour un soutien militaire inconditionnel aux gouvernements pro-américains, quand bien même seraient-ils de caractère dictatorial. Ce choix politique fut encore renforcé par la victoire de Fidel Castro à Cuba en janvier 1959 sur la junte de Batista mais il eut aussi pour conséquence d'augmenter l'agitation et le ressentiment anti-américains dans cette partie du monde.
L'administration Eisenhower a notamment conclu un tel accord avec le dictateur péruvien Manuel Odría. Cet accord consistait à déployer des troupes américaines sur le sol péruvien, d'aider à la modernisation des pratiques et de l'équipement de l'armée péruvienne. Le gouvernement américain a donné jusqu'à 9 millions de dollars au Pérou afin qu'il puisse acheter du matériel produit aux États-Unis, comme l'avion P-47 Thunderbolt.

## Les « Joint Ventures » : la coopération technologique et financière dans l'industrie de l'armement

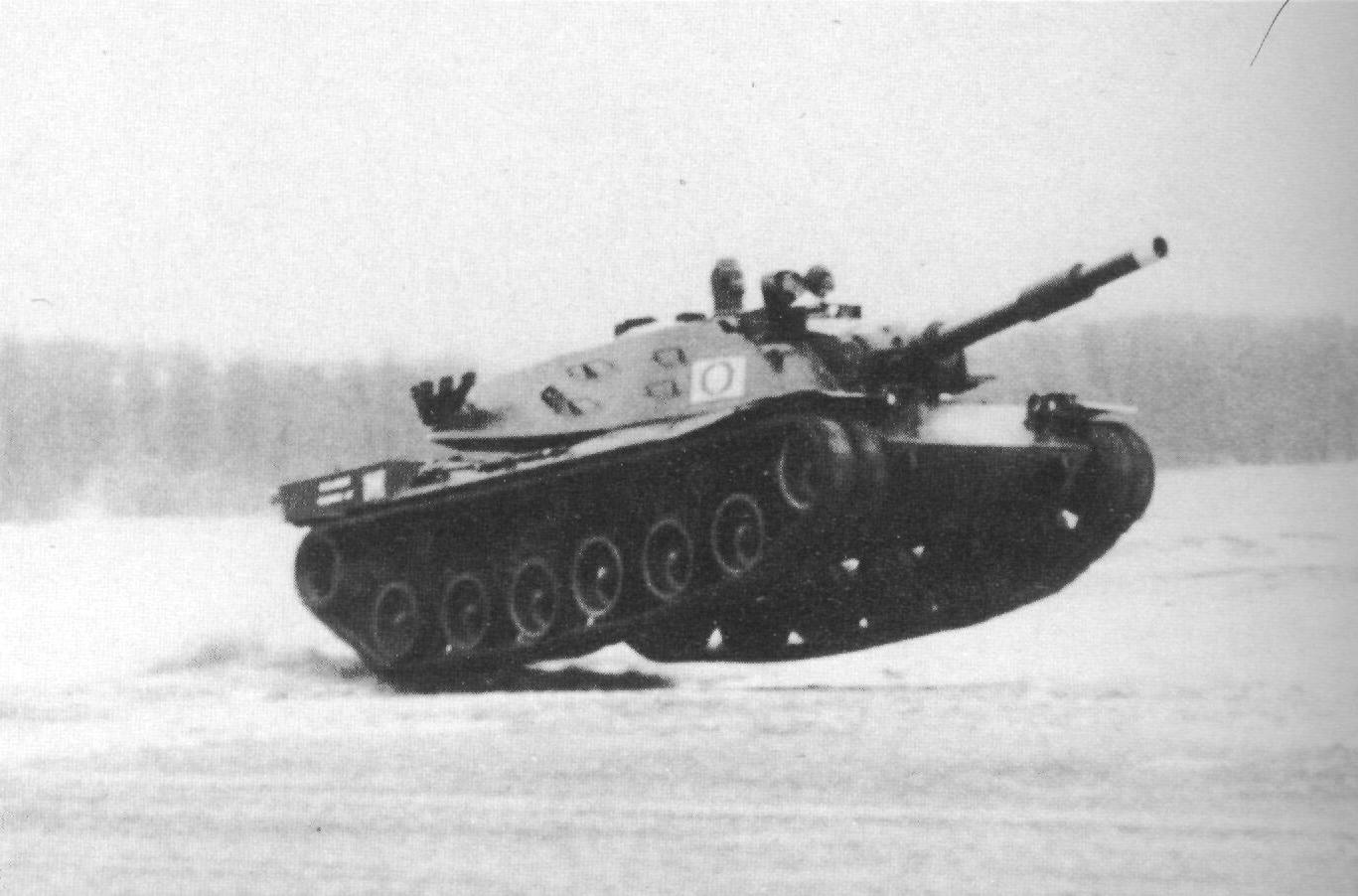
Un prototype du MBT-70 ouest-germano-américain.

## Controverse: le  «Mutual Defense Assistance Act» et les  «MAPs», « instruments de l'impérialisme américain »?
Après que le général Charles de Gaulle eut dénoncé la prééminence des États-Unis au sein de l'Alliance atlantique et quitté pour cette raison la structure du commandement intégré de l'OTAN et considérant le soutien américain inconditionnel à des régimes militaires fascisants au nom de la politique de containment du « totalitarisme soviétique » - comme le régime du Caudillo Francisco Franco en Espagne, la dictature d'António de Oliveira Salazar au Portugalou la dictature des colonels en Grèce, dans la foulée de la vague de protestation suscitée par la guerre du Viêt Nam, la gauche démocratique et l'opinion publique aux États-Unis et en Europe soulevèrent la controverse de l'Accord d'assistance et de défense mutuelles et des MAPs utilisés comme instruments occultes d'une politique américaine impérialiste ultra-conservatrice souterraine.
Le rôle occulte joué par la CIA dans le cadre des Mutual Assistance Program alimenta également la controverse, qui atteignit son paroxysme avec le renversement et l'assassinat du président chilien Salvador Allende à la suite d'un coup d'état militaire peu ou prou  « sponsorisé » par l'Agence en 1973 - une controverse qui n'est toujours pas close.    

### Thématique générale
- Collectif: Organizing the world: the United States and regional cooperation in Asia and Europe Galia Press-Barnathan 2003.
- Douglas Blaufarb : The Counterinsurgency Era.
- Claude Julien : L'Empire américain, nouvelle édition revue et corrigée : Le Livre de Poche no 3501, Paris 1973 - Éditions Bernard Grasset, 1968 pour l'édition originale .
- Chester J. Pach, Jr.: Arming the Free World: The Origins of the United States Military Assistance Program, 1945–1950 , University of North Carolina Press, 1991.
- Ronald E. Powaski: Toward an entangling alliance: American isolationism, internationalism, and Europe, 1901-1950 1991.
- Émile Wanty : L'art de la guerre - en particulier Tome 3 De la Seconde Guerre mondiale à la stratégie nucléaire, Marabout Université, Éditions Gérard & Co, Verviers, 1967 pour les tomes 1 et 2 et 1968 pour le tome 3.

- Bibliographie complémentaire en anglais sur la politique étrangère des États-Unis.

### Les programmes de modernisation militaire américains après 1945
- Steven J. Zaloga : The M47&M48 Patton Tanks, Osprey Publishing, collection Vanguard no 29, Londres 1982.

### OTAN - Europe
- Vox  - magazine des forces armées belges
- Lt-Col. Hre BEM Willy Brabant : 1950-1953-2003 From USA for Mutual Defense, Tank Museum News, Bruxelles 4e trimestre 2003.
- Lawrence S. Kaplan: A Community of Interests: NATO and the Military Assistance Program, 1948–1951, 1980.

### Amérique latine
- Carlos Caballero Jurado  et Nigel Thomas : Central American Wars 1959-1980 (illustrations de Simon McCouaig), Osprey Publishing, collection  « MEN-AT-ARM » no 221, 1990
- Alejandro de Quesada : The Bay of Pigs - Cuba 1961 (illustrations de Stephen Walsh) - Osprey Publishing, collection  - « Elite », 2009.

### Asie
- Kenneth Conboy : War in Laos 1954-1975, Squadron/Signal Publications Inc.- Vietnam Studies Group, Carrollton 1994.
- Kenneth Conboy & James Morrison : Shadow War: The CIA's Secret War in Laos, Paladin Press, 1995.
- Roger Warner :Shooting at the Moon: The Story of America's Clandestine War in Laos, Steerforth Press, 1996.